# Brad (Hunedoara)
Brad (ungarsk: Brád; tysk: Tannenhof) er en by i distriktet  Hunedoara i Transsylvanien-regionen i Rumænien. Dens navn kommer fra det rumænske ord brad, "gran".
Byen har 12.690 (2021) indbyggere.

## Geografi
Byen ligger i den nordlige del af distriktet, ved foden af Metaliferi-bjergene. Den ligger i dalene af floden Crișul Alb og dens bifloder, Brad og Luncoiu. Fem landsbyer er administreret af byen: Mesteacăn ("birk"; Mesztákon), Potingani (Pottingány), Ruda-Brad (Ruda), Țărățel (Cerecel) og Valea Bradului ("grantræets dal"; Vályabrád).

## Historie
En guldmine i området begyndte at blive udnyttet i Romersk tid, og byen udviklede sig omkring den. Den tidligste dokumentariske omtale af Brad stammer fra 1445. Guldminedriften var aktiv indtil 2006, og der findes et nu et guldmuseum.